# علماء ومصلحون جزائريون
علماء ومصلحون جزائريون

محمد البشير الإبراهيمي
إبراهيم أبو اليقظان
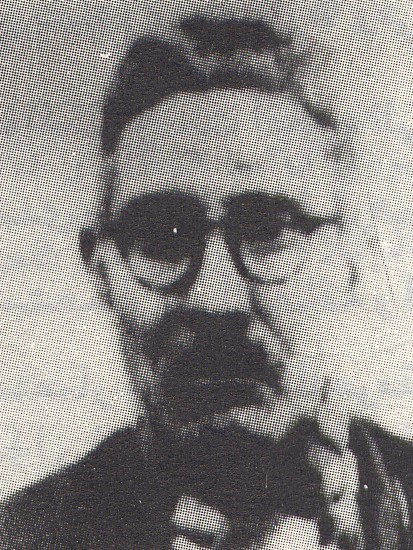
الأمين العمودي

- الشيخ لحسن سليماني
- الشيخ عبد الرحمن الأخضري
- الشيخ يوسف بوغابة
- الشيخ ابن العنابي
- الشيخ محمد بن علي السنوسي
- الشيخ السعيد الزاهري
- الشيخ الأمين العمودي
- الشيخ عبد القادر المجاوي
- الشيخ حمدان الونيسي القسنطيني
- الشيخ المكي ابن عزوز
- الشيخ مهدي دهيم
- الشيخ محمد بن أبي القاسم الهاملي
- الشيخ أبو بكر جابر الجزائري
- الشيخ عبد الحميد بن باديس
- الشيخ البشير الإبراهيمي
- الشيخ عبد الرزاق المنصوري الجزائري
- الشيخ احمد شقرون الجزائري
- الشيخ السعيد اليجري
- الشيخ محمد العربي التباني
- الشيخ الطيب باشا
- الشيخ العربي التبسي
- الشيخ أحمد توفيق المدني
- الشيخ الطيب العقبي
- الشيخ حمزة بوكوشة
- الشيخ عباس بن الشيخ الحسين
- الشيخ الفضيل الورتيلاني
- الشيخ مبارك الميلي
- الشيخ محمد علي دبوز
- الشيخ عبد الرحمن الجيلالي
- الشيخ سيدي محمد بالكبير
- الشيخ محمد باي بلعالم
- الشيخ سيدي محمد بن عبد السلام
- الشيخ أحمد سحنون
- الشيخ أبو اسحق إبراهيم اطفيش
- الشيخ أحمد حماني
- الشيخ عبد اللطيف سلطاني
- العلامة مصطفى بن الطيب بن دلماجة
- الشيخ إبراهيم بيوض
- الشيخ إبراهيم أبو اليقظان
- الشيخ محمد سعيد كعباش
- الشيخ الناصر مرموري
- الشيخ عدون شريفي
- الشيخ سي يادم بن أحمد بن دلماجة مؤسس أول زاوية بمدينة الجلفة.
- الشيخ سليمان بن حاج داود بن باسعيد بن يوسف العطفاوي الميزابي
- الشيخ سي سايح بن أحمد برق أول إمام ومفتي بمنطقة عين معبد.
- الشيخ أحمد بن يوسف الملياني الولي الصالح الجزائري.
- الشيخ محمد بن عبد الكريم المغيلي
- الشيخ الدكتور عبد الرحمن طالب
- الشيخ سي مسعودي عطية
- الشيخ سي عبد القادر الزنيني
- الشيخ سي أحمد الصغير صادقي الزعفراني إمام ومفتي على المذهب المالكي
- الشيخ سي عامر محفوظي
- الشيخ محمد الطاهر آيت علجت
- الشيخ عمر العرباوي
- الشيخ محمد بنعزوز القاسمي الحسني
- الشيخ المولود بن الموهوب
- الشيخ محمد بن يوسف السنوسي
- الشيخ أحمد قصيبة
- الشيخ محفوظ نحناح
- الشيخ محمد بوسليماني
- الشيخ أبوبكر بن العربي التجيني